# Линейная интерполяция

Через две заданные красные точки принадлежащие интерполируемой функции проведена синяя линия — график интерполирующей функции (линейный интерполянт), значение в произвольной точке принадлежащей отрезку, можно найти с помощью формулы линейной интерполяции

Лине́йная интерполя́ция — интерполяция алгебраическим двучленом {\displaystyle P_{1}(x)=ax+b} функции {\displaystyle f(x),} заданной в двух точках {\displaystyle x_{0}} и {\displaystyle x_{1}} отрезка {\displaystyle [a,b]}.
В случае, если заданы значения в нескольких точках, функция заменяется кусочно-линейной функцией.
Формула линейной интерполяции является частным случаем интерполяционной формулы Лагранжа и интерполяционной формулы Ньютона.

## Геометрическая интерпретация
Геометрически это означает замену графика функции {\displaystyle f(x)} прямой, проходящей через точки {\displaystyle \left[x_{0},f(x_{0})\right]} и {\displaystyle \left[x_{1},f(x_{1})\right]}.
Уравнение такой прямой имеет вид:
{\displaystyle {\frac {y-f(x_{0})}{f(x_{1})-f(x_{0})}}={\frac {x-x_{0}}{x_{1}-x_{0}}},}
отсюда для {\displaystyle x\in [x_{0},x_{1}]:}
{\displaystyle f(x)\approx y=P_{1}(x)=}
{\displaystyle =f(x_{0})+{\frac {f(x_{1})-f(x_{0})}{x_{1}-x_{0}}}(x-x_{0}).}
Это и есть формула линейной интерполяции, при этом:
{\displaystyle f(x)=P_{1}(x)+R_{1}(x),}
где {\displaystyle R_{1}(x)} — погрешность формулы линейной интерполяции.
Если интерполируемая функция {\displaystyle f(x)} имеет непрерывную вторую производную на отрезке интерполяции, то:
{\displaystyle R_{1}(x)={\frac {f''(\psi )}{2}}(x-x_{0})(x-x_{1}),\quad \psi \in [x_{0},x_{1}]}
При этом, исходя из теоремы Ролля, справедлива оценка ошибки интерполяции:
{\displaystyle |R_{1}(x)|\leqslant {\frac {M_{2}}{2}}\max |(x-x_{0})(x-x_{1})|={\frac {M_{2}h^{2}}{8}};}
{\displaystyle M_{2}=\max _{[x_{0},x_{1}]}|f''(x)|;\quad h=x_{1}-x_{0}.}

## Применение

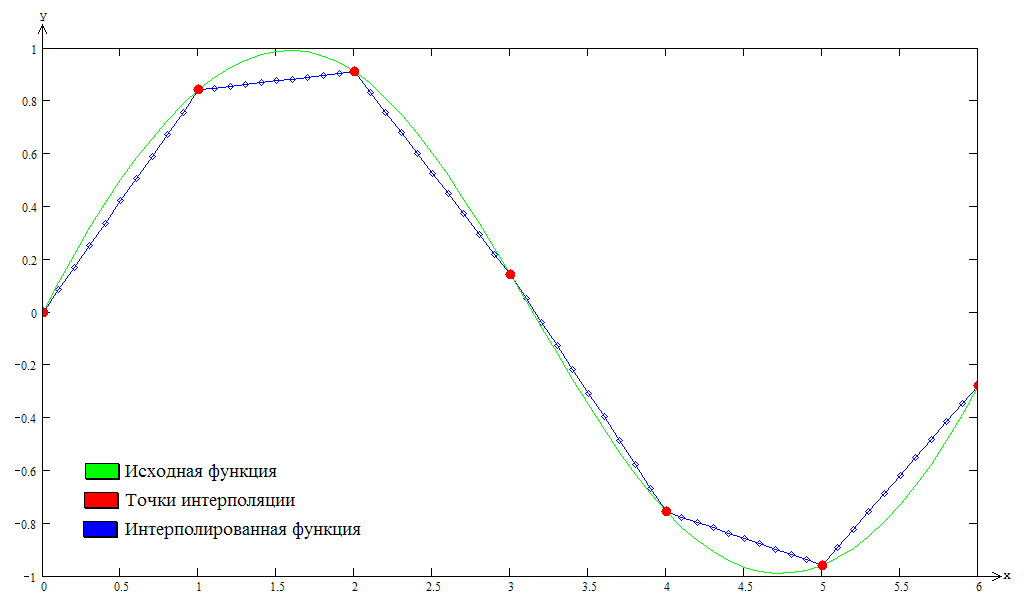
На графике — пример кусочно-линейной интерполяции — график заданной функции приближённо представлен в виде ломаной линии

Линейная интерполяция применяется для сокращения размера таблиц таблично заданных функций, при этом значения функции заданы в сокращённом количестве точек, а её значения в точках, отсутствующих в таблице, вычисляются по формуле линейной интерполяции.
Другой пример применения линейной интерполяции — приближенное представление данных в виде кусочно-линейной функции.